# SS President Coolidge

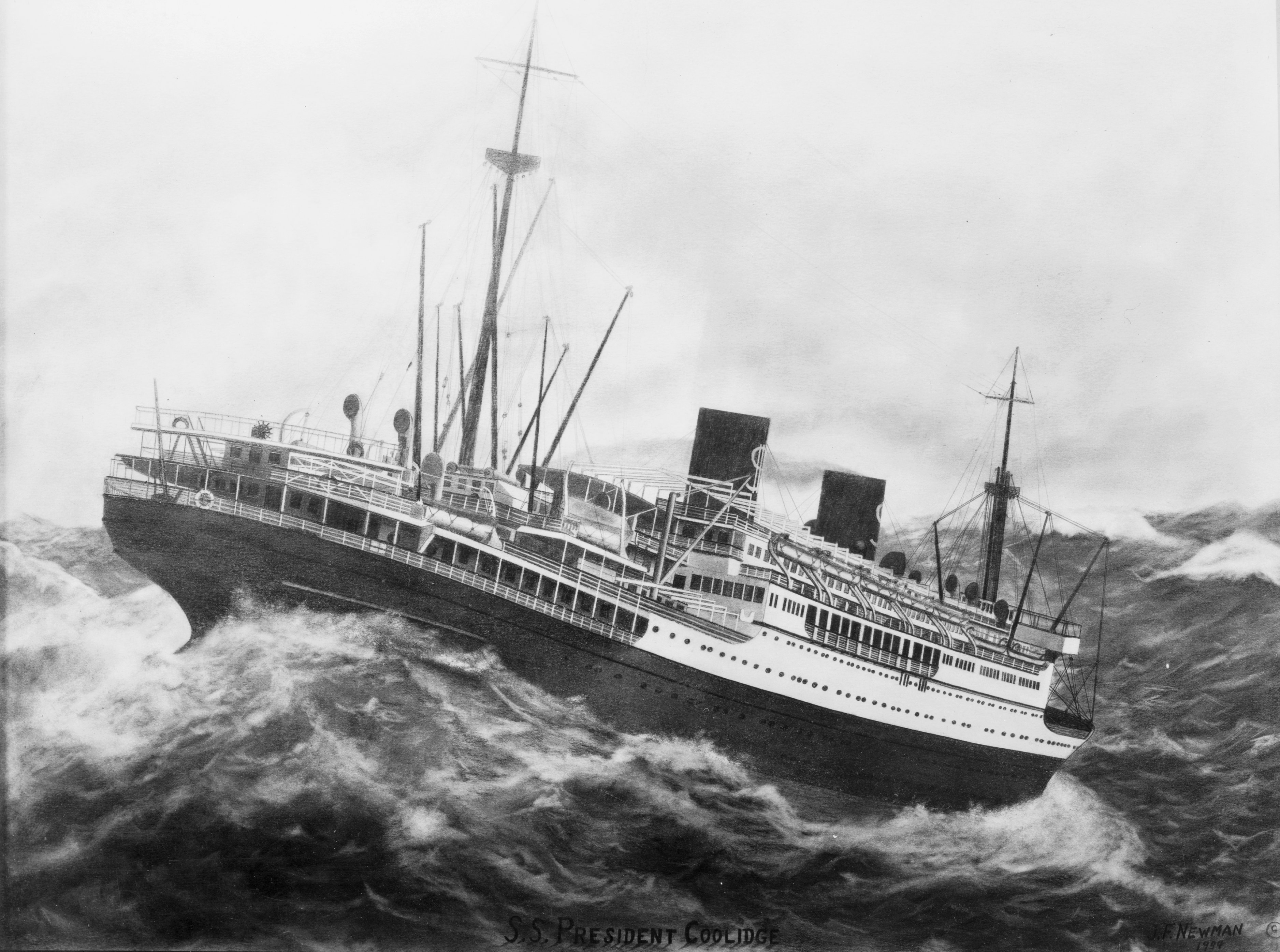
President Coolidge. Рисунок Дж.Ф. Ньюмана

«Президент Кулидж» — пассажирский лайнер компании Dollar Steamship Lines, заказанный ею в 26 октября 1929 года совместно со систершипом «Президент Гувер». Оба «Президента» были на момент вступления крупнейшими коммерческими судами США.  Westinghouse поставила машины для «Президента Кулиджа», а General Electric — для «Президента Гувера».
Лайнеры имели высокий уровень электрификации, всего на судне имелось 180 различных электромоторов, не считая 365 каютных вентиляторов. Только 9 паровых котлов с масляными насосами работали собственно от турбин. Ходовые электродвигатели могли запитываться от соседних генераторов. Лайнеры имели почти по 1900 m³ рефрижераторных трюмов.

## Довоенная эксплуатация
До войны оба лайнера ходили между Сан-Франциско и Манилой через Кобе и Шанхай, и периодически в кругосветные круизы через Панамский и Суэцкий каналы, Средиземное море и Нью-Йорк. Суда предлагали беспрецедентный уровень комфорта на маршруте, имея на борту 2 плавательных бассейна, парикмахерскую и салон красоты.
Потеря «Президента Гувера» в декабре 1937 года близ тайваньского берега ухудшила и без того не радужное финансовое положение Dollar Steamship Lines и в июне 1938 г. «Президент Кулидж» был арестован за долги (35000$). В августе Морская Комиссия США преобразовала компанию в American President Lines, которая работала с флотом DSL до Второй мировой войны.

## Вторая мировая война
В 1940 г. «Президент Кулидж» участвовал в эвакуации американских граждан из Гонконга из-за постоянно ухудшавшихся американо-японских отношений, а затем и из других мест Дальнего Востока. В 1941 году лайнер ходил в Гонолулу и Манилу под военным фрахтом. В июне 1941 года лайнер был преобразован в войсковой транспорт, занимаясь переброской подкреплений на островные тихоокеанские гарнизоны. После нападения на Перл-Харбор «Президент Кулидж» 19 декабря эвакуировал 125 тяжелораненых под присмотром 3 спешно прикрепленных медсестер и 2 флотских врачей, только что прибывших с Филиппин. 25 декабря судно прибыло в Сан-Франциско. 
12 января 1942 года «Президент Кулидж» отправился в Австралию в составе первого войскового конвоя с подкреплениями, военными грузами и вооружением, включая истребители P-40 для Филиппин и Явы (всего около 50 самолетов на «Президенте Кулидже» и лайнере Марипоза). 1 февраля конвой прибыл в Мельбурн, доставив, кроме всего прочего, и членов будущего штаба американского контингента в Австралии (USAFIA).
Только в 1942 году лайнер был модифицирован для своей новой роли, выполняя до того военные рейсы в своей гражданской комплектации. Были удалены многие предметы роскоши и удобства, для большей пожаробезопасности и увеличения вместимости до 5000 солдат. Лайнер был перекрашен в серый цвет, снабжен оборонительным вооружением и вошел в состав Флота США.
После переоборудования, под эскортом крейсера «Сент-Луис» транспорт доставил президента Филиппин Мануэля Кезона в Сан-Франциско. «Президент Кулидж» ходил Южно-тихоокеанским маршрутом между Сан-Франциско, Мельбурном, Веллингтоном, Оклендом, Бора-Бора и Сувой. 6 октября транспорт отбыл из Сан-Франциско с частями усиления 43 дивизии и отрядами обороны порта, предназначенными для Новой Каледонии и Новых Гебрид. Предстояло усилить оборону аэродрома на Эспириту Санту, где базировались бомбардировщики, осуществлявшие поддержку Гуадалканалу.

## Гибель
Гавань Эспириту Санту была прикрыта обширными минными полями, карты которых не попали в число документов отправленных на «Президента Кулиджа». Опасаясь японских подлодок и не подозревая о минах судно двинулось через самый глубокий канал входа в гавань. Первая мина взорвалась возле машинного отделения, и вслед за ней сразу последовал еще один взрыв на корме.
Капитан Генри Нельсон, понимая неизбежность гибели судна, посадил его на мель и скомандовал эвакуацию. Все еще не веря в гибель судна, пассажиры получили приказ оставить свои вещи на судне, полагая вернуться за ними в ближайшие несколько дней. В следующие 90 минут 5340 человек без помех организованно покинули судно. Тем не менее, попытки капитана выбросить судно на берег оказались бесплодными из-за кораллового рифа. «Президент Кулидж» лег на борт, затонул и сполз по склону в судоходный канал.
Всего было две жертвы инцидента. Кочегар Роберт Рид находился в машинном отделении и погиб от взрыва первой мины. Капитан Элвуд Джозеф Эуэрт из 103-го артиллерийского полка безопасно покинул судно, но вернулся, чтобы помочь людям в лазарете. Однако после их успешной эвакуации он оказался сам заперт в тонущем судне и ушел на дно вместе с ним. Он был награжден Крестом похвальной службы за свои действия. В 2014 году его останки с разрешения властей и родственников был извлечены, идентифицированы и перезахоронены.
Потеря груза «Президента Кулиджа» затруднила действия местных сил, из-за перераспределения в пользу спасенных скудных запасов гарнизона базы. Переброска 25-й дивизии с Гавайских островов также была задержана, и все это происходило на фоне битвы за Гуадалканал. На судне погибло 268 кг хинина, весь запас США в регионе.

## Расследование
Было проведено три расследования. Первое, проведенное по приказу адмирала Хэлси, выдвинуло обвинения против капитана Нельсона, однако в итоге оправдало его. Второе, проведенное Транспортным командованием, установило неполный комплект документации, переданный капитану. Все это не удовлетворило министерство Флота, и Нельсон должен был отвечать перед следственным комитетом Береговой охраны по своему возвращению в США 6 февраля 1943 года, однако решение в итоге принято не было.